# Bricolatge

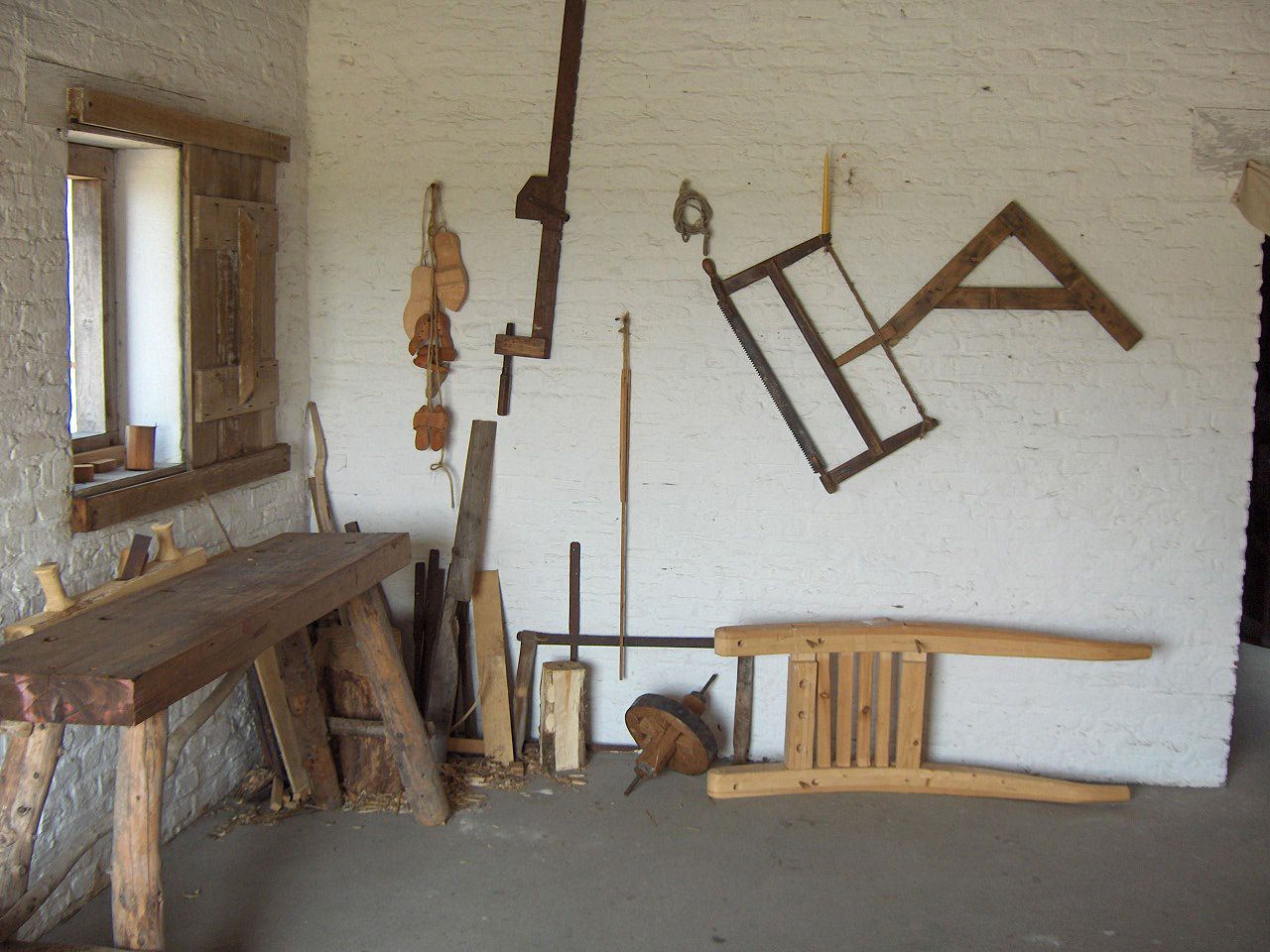
Taller d'un fuster de l'edat mitjana (v1465) a Walraversijde Bèlgica.

El bricolatge és l'activitat manual que realitza un mateix com aficionat o com a afició, sense recórrer als serveis d'un professional, per a la creació, millora, manteniment o reparació en especialitats com paleta, fusteria, electricitat, lampisteria, etc. Sovint es realitza un contrast entre bricolatge i enginyeria, on el primer es realitza mitjançant l'assaig i error i la segona es basa en principis teòrics. El bricolatge es duu a terme com una activitat creativa que reutilitza el preexistent per mitjà de l'ocupació dels més variats recursos, i normalment, amb la conseqüència (directa o indirecta) d'estalvi de diners. Per a moltes persones és una activitat fàcil, entretinguda i fins i tot apassionant.
El bricolatge es pot definir doncs com una activitat manual que es realitza en els moments d'oci i dins de la llar o domicili, que consisteix en la realització de petits treballs de diversa complexitat, generalment manuals, amb l'objectiu d'aconseguir: 
- La solució de problemes, dificultats, avaries o la possibilitat de dur a terme qualsevol projecte que es presenti a casa, amb la satisfacció personal d'haver-ho aconseguit.
- Prescindir de l'activitat d'un professional que solucioni el problema, realitzant la tasca un mateix. Així el bricolatge és un tipus de passatemps no relacionat amb l'activitat laboral de l'individu que la realitza, de manera que es converteix en una activitat d'oci, en una afició o entreteniment.
- Rendibilitzar els recursos econòmics, ja que s'estalvia el desemborsament dels diners que caldria pagar a un professional, si un mateix compra els materials necessaris a un preu moderat en botigues especialitzades.
- Una activitat física, ja que determinats treballs requereixen un esforç físic i també mental (de vegades considerable).

## Activitats
El bricolatge comprèn diverses activitats amb diferents graus de complexitat. Entre les més freqüents trobem: 
- Obra: pot incloure el pavimentat i enrajolat i fins i tot la construcció de la casa pròpia.
- Aïllament tèrmic de la llar.
- Fusteria: inclou la construcció i reparació de mobles, els sòls de fusta.
- Serralleria
- Cristalleria: treball del vidre.
- Electricitat: comprèn la instal·lació elèctrica i manteniment d'electrodomèstics.
- Electrònica: permet mantenir antenes, equips de so i imatge i domòtica.
- Pintura: pot incloure l'empaperat i el decapatge de pintura.
- Lampisteria: treball en artefactes i distribució d'electricitat, d'aigua i de gas.
- Decoració
- Treballs manuals: és l'elaboració de petits objectius, de vegades com a única finalitat decorativa, com la ceràmica.
- Mecànica de l'automòbil, de la moto i de la bicicleta o el treball del metall.
- Jardineria: es podria incloure com una gran activitat del bricolatge.

L'acompliment d'aquests treballs suposa el coneixement de les eines, materials, ferreteria i procés d'execució, que s'adquireix de forma activa unes vegades per la comunicació amb amics o familiars, però la majoria de les vegades d'una manera autodidacta, buscant informació a alguna revista especialitzada, llibres, programes de televisió o Internet, de format tradicional o simplement que dediquin una secció especialitzada al bricolatge.

## Altres àrees
En art, el bricolatge és una tècnica on es crea a partir de materials diversos comuns o fets a mà, i es veu com característic dels treballs postmoderns. També n'hi ha produït de forma massiva o de "deixalles". Vegeu: collage.
El biòleg François Jacob fa servir el terme bricolatge per descriure el caràcter aparentment desordenat de moltes estructures biològiques, i ho veu a conseqüència de la història evolucionaria de l'organisme.
En els estudis culturals el bricolatge indica un procés pel qual la gent adquireix objectes de diverses divisions socials per crear noves identitats culturals. En particular és una característica d'alguna subcultura com ara el moviment Punk. Aquí els objectes que tenen un significat o cap en absolut en la cultura dominant són adquirits i obtenen un nou significat, sovint subversiu.
En els Sistemes d'informació, el bricolatge és usat per Claudio Ciborra per descriure la manera com es poden crear Sistemes Estratègics d'Informació (SEI) de manera que mantinguin, durant molt de temps, un avantatge competitiu sobre els SEI comuns.

### Maneig de continguts
Dins la tecnologia de la informació, Bricolatge és també un sistema de gestió de continguts de codi obert.